# Mendota (Illinois)
Mendota ist eine Kleinstadt (City) im LaSalle County des Bundesstaates Illinois in den Vereinigten Staaten.
Das U.S. Census Bureau hat bei der Volkszählung 2020 eine Einwohnerzahl von 7061 ermittelt.

## Lage
Mendota liegt im Nordwesten des LaSalle County, rund 24 Kilometer nördlich von Peru, 80 Kilometer südlich von Rockford und 130 Kilometer westsüdwestlich des Stadtzentrums von Chicago. Benachbarte Städte sind Earlville im Osten, Troy Grove im Süden, La Moille im Westen und Sublette im Nordwesten.
Im nordwestlichen Teil des Stadtgebietes von Mendota liegt der Mendota Lake Park mit dem Lake Mendota und dem Lake Kakusha.

## Geschichte

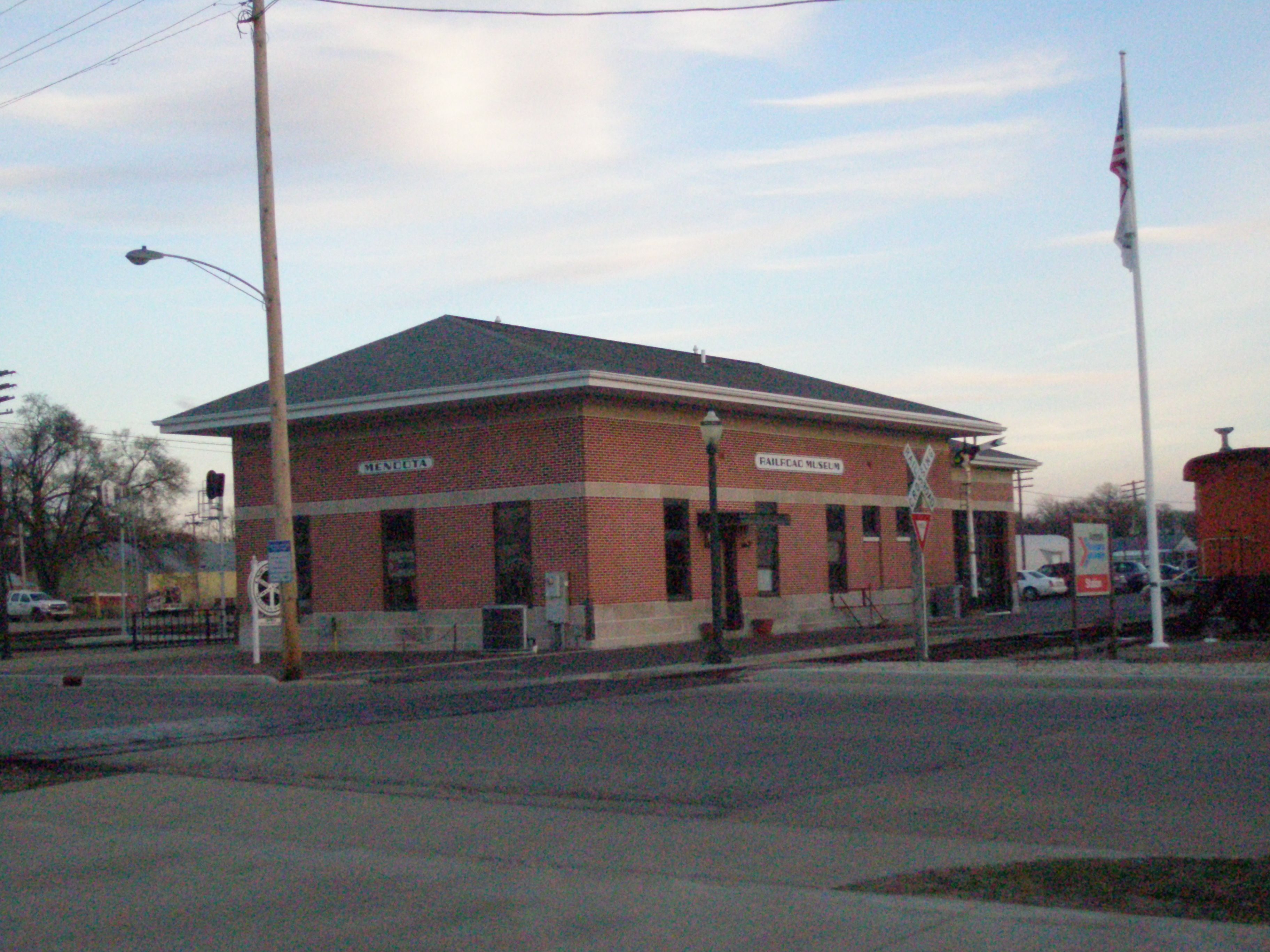
Mendota Amtrak Station

Die Siedlung Mendota entstand um einen Bahnhof an der Chicago, Burlington and Quincy Railroad, die ab Juni 1852 in den Ort verlängert wurde. Im folgenden Jahr wurde die Stadt inkorporiert. Der Name Mendota stammt aus einer Sprache der zuvor dort siedelnden amerikanischen Ureinwohner und bedeutet „Kreuzung von zwei Wegen“, der Name wurde gewählt, da sich in der Stadt die Strecken der Chicago, Burlington and Quincy Railroad und der Chicago, Milwaukee, St. Paul and Pacific Railroad kreuzten. Ebenfalls 1853 wurde in Mendota ein Depot für die Eisenbahn gebaut, dessen zweites Stockwerk ein Hotel beherbergte.
Zwischen 1865 und 1887 gab es in Mendota eine Orgelwerkstatt. Die meisten der ersten Siedler betrieben Landwirtschaft, aufgrund der Lage an zwei Eisenbahnverbindungen wuchs Mendota in den ersten Jahren schnell. Das ursprüngliche Eisenbahndepot brannte 1895 ab und wurde durch einen größeren Neubau ersetzt. Im Jahr 1918 wurde in Mendota ein Krankenhaus gebaut, dieses wurde 1951 geschlossen und durch das Mendota Community Hospital ersetzt, das unter dem Namen OSF HealthCare Saint Paul Medical Center bis heute in Betrieb ist.

## Bevölkerung

### Census 2010
Beim United States Census 2010 hatte Mendota 7372 Einwohner, die sich auf 2826 Haushalte und 1882 Familien verteilten. 88,3 % der Einwohner waren Weiße, 0,7 % Afroamerikaner, 0,3 % amerikanische Ureinwohner und 0,5 % Asiaten; 8,5 % der Einwohner waren anderer Abstammung und 1,7 % hatten zwei oder mehr Abstammungen. Hispanics und Latinos machten 24,5 % der Gesamtbevölkerung aus. In 50,8 % der Haushalte lebten verheiratete Ehepaare, 11,0 % der Haushalte setzten sich aus alleinstehenden Frauen und 4,8 % aus alleinstehenden Männern zusammen. 32,3 % der Haushalte hatten Kinder unter 18 Jahren, die bei ihnen wohnten und in 31,3 % der Haushalte lebten Senioren über 65 Jahre.
Das Medianalter lag in Mendota im Jahr 2010 bei 39,2 Jahren. 25,1 % der Einwohner waren jünger als 18 Jahre, 8,2 % waren zwischen 18 und 24, 23,3 % zwischen 25 und 44, 25,4 % zwischen 45 und 64 und 18,0 % der Einwohner waren 65 Jahre oder älter. 47,6 % der Einwohner waren männlich und 52,4 % weiblich.

### Census 2000
Beim United States Census 2000 lebten in Mendota 7272 Einwohner in 2748 Haushalten und 1901 Familien. 89,4 % der Einwohner waren Weiße, 0,4 % Afroamerikaner, 0,3 % amerikanische Ureinwohner, 0,5 % Asiaten, 8,8 % waren anderer Abstammung und 1,1 % waren mehrerer Abstammungen. 18,2 % der Gesamtbevölkerung waren Hispanics oder Latinos.
Zum Zeitpunkt der Volkszählung betrug das Medianeinkommen in Mendota pro Haushalt 39.354 US-Dollar und pro Familie 46.279 US-Dollar. Das durchschnittliche Pro-Kopf-Einkommen lag bei 17.731 US-Dollar. 11,2 % der Einwohner von Mendota lebten unterhalb der Armutsgrenze, davon waren 16,6 % unter 18 und 4,4 % über 65 Jahre alt.

## Wirtschaft und Infrastruktur
Das Agrarunternehmen Archer Daniels Midland und der Lebensmittelhersteller Del Monte Foods sind mit Produktionsstätten in Mendota ansässig.
Mendota liegt an der Kreuzung des U.S. Highway 34 von Joslin nach Chicago mit dem U.S. Highway 52 von Dixon nach Joliet. Etwa fünf Kilometer östlich von Mendota verlaufen der Interstate 39 und der U.S. Highway 51 von Bloomington nach Rockford mit einer Anschlussstelle in Mendota. Nördlich von Mendota zweigt zudem die Illinois State Route 251 ab.
An der Amtrak-Station in Mendota bestehen dreimal am Tag Zugverbindungen nach Chicago, Quincy und mit dem Fernschnellzug Southwest Chief nach Kansas City und Los Angeles.
Mendota gehört zum Mendota CC School District 289, zu diesem Schulbezirk gehören zwei Grundschulen (K–1 und 2–4), eine Mittelschule (5–8) und eine Highschool (9–12). Im Schuljahr 2019/20 sind im gesamten Schulbezirk 1539 Schüler eingeschrieben. Des Weiteren gibt es in Medota eine christliche Privatschule.

## Kultur und Sehenswürdigkeiten
In Mendota findet jährlich an einem Wochenende im August das Mendota Sweet Corn Festival mit einer Parade, Faschingsumzug, Biergarten und Livemusik statt. Die Veranstaltung wird finanziell von Del Monte Foods unterstützt und dient somit vor allem als Werbung für das Unternehmen. Des Weiteren findet jährlich am Wochenende vor Labor Day die Tri-County Fair, eine Kirmes, statt.
Im National Register of Historic Places sind für Mendota keine Baudenkmale eingetragen.

## Söhne und Töchter der Stadt
- Charles Dean Bunker (1870–1948), Wirbeltierzoologe und Museumskurator
- Frank Seno (1921–1974), American-Football-Spieler
- William Louis Beatty (1925–2001), Jurist
- Chris Brown (* 1953), Pianist
- Kimberly Archer (* 1973), Komponistin und Professorin